# Alfheimbjerg
Alfheimbjerg är en nunatak i Grönland (Kungariket Danmark).   Den ligger i kommunen Sermersooq, i den södra delen av Grönland, 500 km öster om huvudstaden Nuuk. Toppen på Alfheimbjerg är 1 320 meter över havet, eller 222 meter över den omgivande terrängen. Bredden vid basen är 1,9 km.
Terrängen runt Alfheimbjerg är bergig åt sydost, men åt nordväst är den kuperad. Havet är nära Alfheimbjerg åt sydost.  Trakten runt Alfheimbjerg är nära nog obefolkad, med mindre än två invånare per kvadratkilometer. Det finns inga samhällen i närheten.